# Litotipo
Un litotipo è un tipo di roccia formato da un certo numero di minerali e/o altri elementi che lo caratterizzano, presenti in determinate proporzioni. Quasi sempre a definire un litotipo contribuiscono anche - e in certi casi esclusivamente - tessitura e/o struttura e/o dimensioni degli elementi costituenti (la cosiddetta "grana" della roccia). Il litotipo è l'unità elementare di un corpo roccioso, l'equivalente della specie in biologia. Tra gli elementi che formano un litotipo, oltre ai cristalli, che sono l'assoluta maggioranza, vi sono i resti di organismi fossilizzati e altri materiali biologici, come ad es. in alcuni tipi di rocce sedimentarie, e i frammenti di altre rocce preesistenti, come in brecce e conglomerati. 
Per definire a quale litotipo appartiene una roccia bisogna utilizzare appositi schemi e diagrammi classificativi che si basano principalmente sul tipo di minerali presenti e sui rapporti percentuali (in volume) tra essi; per alcune rocce i diagrammi tengono conto anche dei rapporti geometrici tra i cristalli e di altre strutture visibili solo al microscopio, che sono indicative dell'ambiente fisico di formazione della roccia. Nelle rocce sedimentarie terrigene ha grande importanza la dimensione, o grana, degli elementi costituenti, mentre per le rocce subvulcaniche e vulcaniche, a grana finissima o non completamente cristallizzate, è quasi sempre necessario l'utilizzo di diagrammi che si basano sull'analisi chimica della roccia.
Per fare un esempio, un granito è un litotipo formato esclusivamente da cristalli di dimensioni visibili ad occhio nudo, caratterizzato dalla presenza di minerali femici in percentuale volumetrica inferiore al 10%, da quarzo in percentuale compresa tra il 20 e il 60% e da un rapporto volumetrico tra feldspato potassico e plagioclasio compreso tra 9:1 e 1:2. I cristalli hanno dimensioni non molto diverse tra loro e dei rapporti geometrici che consentono di definire l'ordine di cristallizzazione. Con la stessa composizione di minerali, ma con rapporti geometrici e dimensionali diversi tra i cristalli, però, la roccia potrebbe diventare un altro litotipo: un porfido granitico, una riolite, una pegmatite, un'aplite, un'ortogneiss, una granulite acida, un'arcose. 